# Литература Парагвая
Принципиальной особенностью литературы Парагвая является её двуязычие: испанский язык и гуарани — язык коренного населения, который получил литературный статус. Литература в Парагвае получила самостоятельное развитие после обретения независимости страны, с 1990 года присуждается Национальная литературная премия.

## История
Литература Парагвая считается одной из самых неизученных во всей Южной Америке. До XIX века оригинальная литература почти не развивалась, некоторую известность получили поэт Наталисио Талавера (1839—1867) — автор национального гимна, — и прозаик Хуан Крисостом Сентурион (1840—1909), издавший в 1877 году первый парагвайский роман «Ночное путешествие Гуальберто, или Размышления отсутствующего». В XX веке наиболее значительными писателями считались Аугусто Роа Бастос (1917—2005), автор исторического романа «Я, Верховный», и поэтесса Хосефина Пла (1909—1999), — активная участница женского движения.
С начала XX века резко возросло внимание к фольклору гуарани, после выхода в 1917 году антологии поэзии гуарани «Лесные цветы», на индейском языке стал писать стихи А. Гуанес (1872—1926). Исключительной популярностью пользовалась поэзия на языке гуарани, созданная М. Ортисом Герреро (1897—1933). На языке гуарани творил Хулио Корреа — основоположник национальной драматургии и организатор парагвайского театра, тяготевший к изображению социальных конфликтов. Поэтическая манера Корреа основывалась на просторечиях; эту линию, отчасти, продолжали поэты Х. Консепсьон Ортис и Висенте Ламос.

## Представители
Существует «Краткий словарь парагвайской литературы»
- Роа Бастос, Аугусто
- Монтоя, Антонио Руис де
- Да Коста, Хуан Карлос
- Карденас, Бернардино де
- Пла, Хосефина
- Артекона де Томпсон, Мария Луиса